# Casquette
La casquette est un couvre-chef de tissu, cuir ou matière synthétique, autrement appelé bandana, pourvu d'une visière, à la mode depuis le début du XIXe siècle, très appréciée des jeunes et des sportifs pour son aspect léger et pratique. La visière diminue l'éblouissement.

## Historique

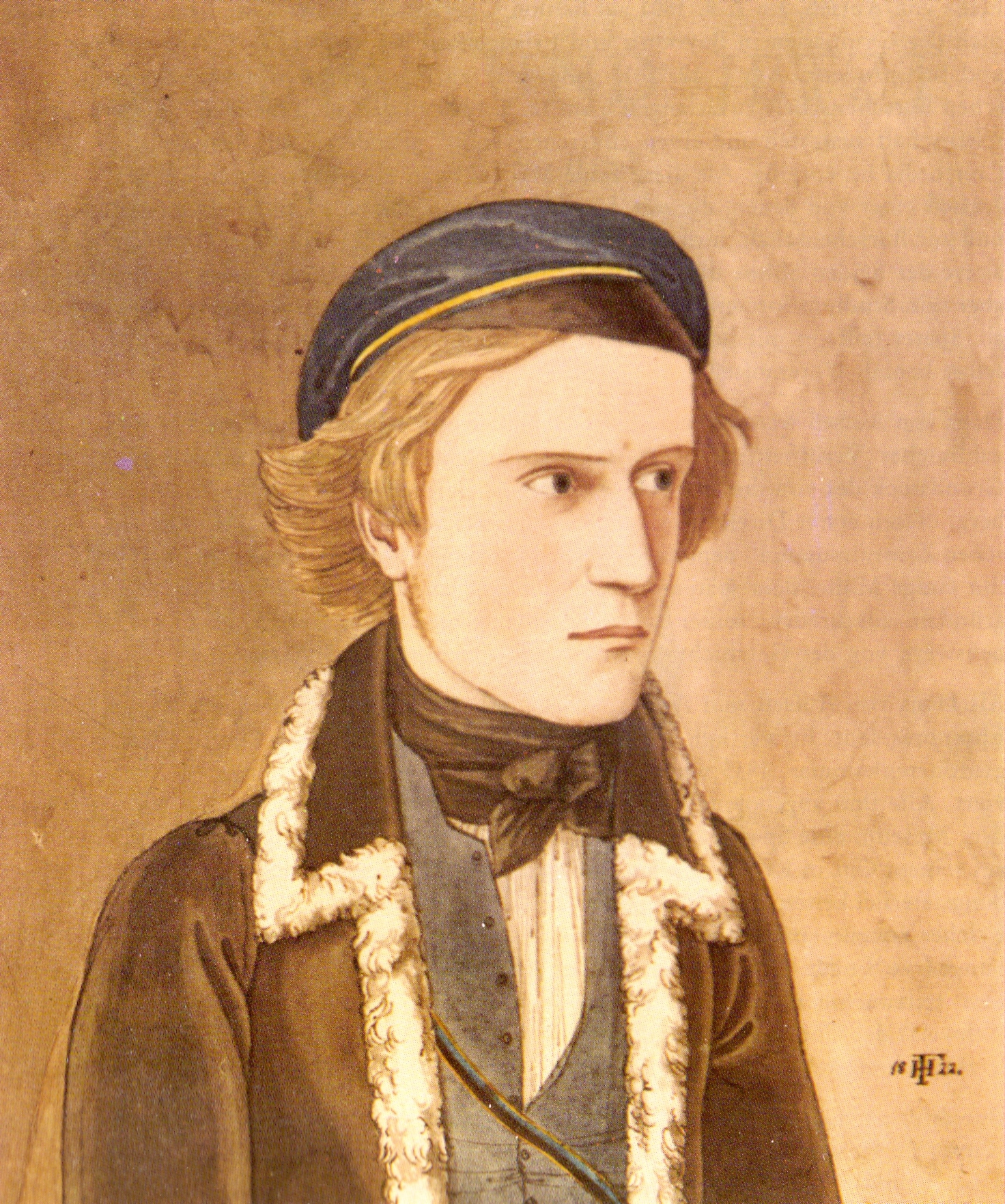
Étudiant de l'université d'Erlangen en 1822.

En 1571 en Angleterre, une loi est promulguée imposant le port d'un couvre-chef pour tous les hommes le dimanche, sauf pour les enfants de moins de six ans et les aristocrates ; tout contrevenant s'expose à une amende de 17 pence. Au fil des siècles, ce couvre-chef en tweed devient un symbole de classe sociale, les bourgeois et les aristocrates portant pour leur part des chapeaux de meilleure facture. En 1895, l'homme politique travailliste James Keir Hardie pose sur son affiche de campagne avec une casquette, provoquant un scandale qui l'amène à être hué à la Chambre des communes.
En Allemagne au XIXe siècle, la casquette, forme réduite du shako de l'armée prussienne, devient emblématique des étudiants nationalistes des Burschenschäfte. Au cours du siècle, elle se généralise parmi les étudiants et écoliers de toute l'Europe.
Elle est très en vogue au XIXe siècle pour les uniformes de travail (chauffeur, portier, concierge, gardes de sécurité, chef de train, etc.).
Dès les premières lignes de son roman Madame Bovary, Gustave Flaubert en affuble son personnage du jeune Normand Charles Bovary pour sa première entrée en classe. La description de cette « coiffure composite » est très détaillée pour un résultat assez ridicule.
La casquette devient aussi un attribut des voyageurs et randonneurs. Celle de Sherlock Holmes, en tweed beige, comporte une visière et un couvre-nuque.

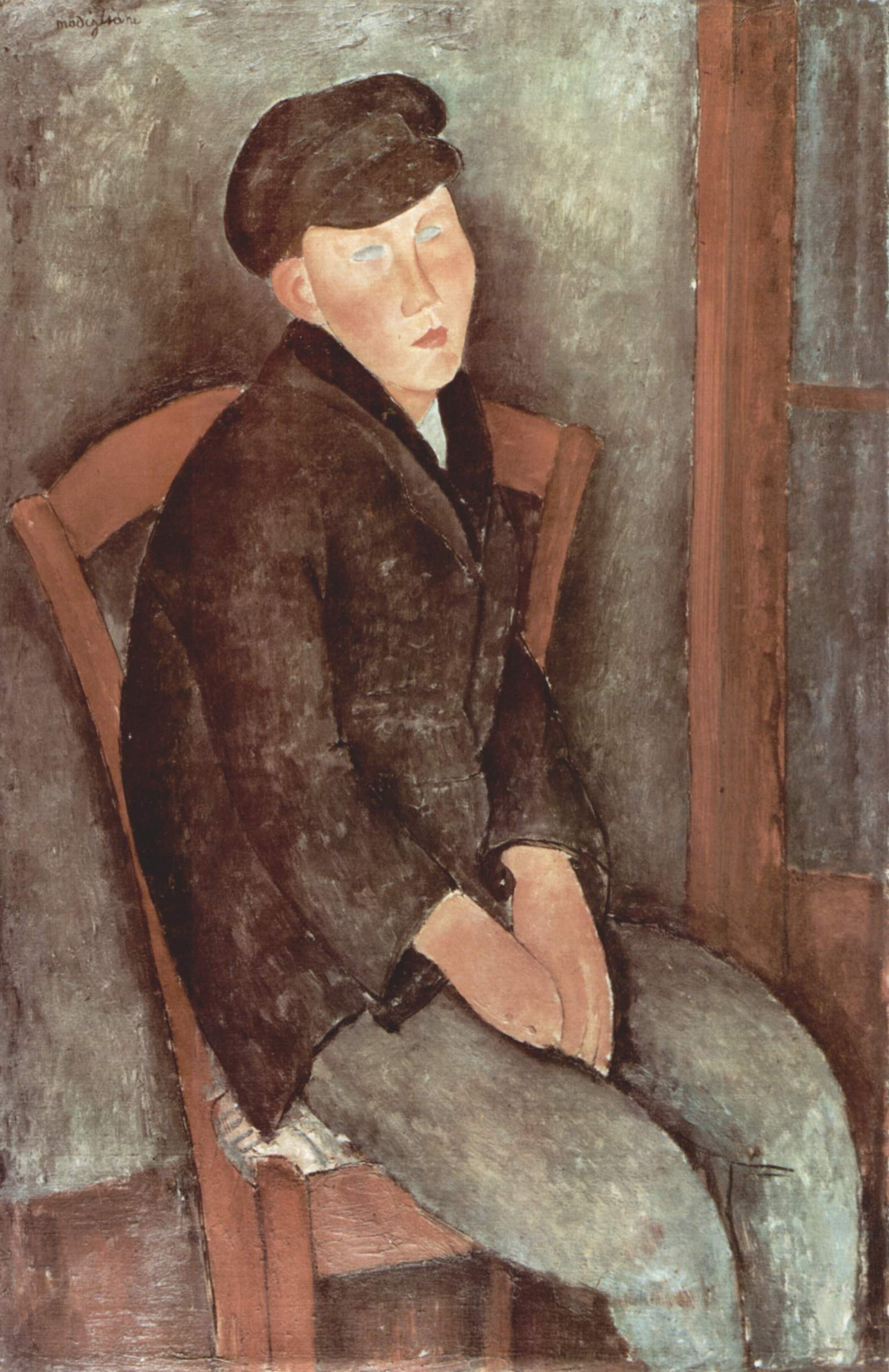
Amedeo Modigliani, Garçon assis avec une casquette, huile sur toile, 1918

À la fin du XXe siècle et au début du XXIe siècle, la casquette en tweed n'est plus un symbole populaire mais l'apanage d'une bourgeoisie attachée à la campagne.

## Casquette militaire

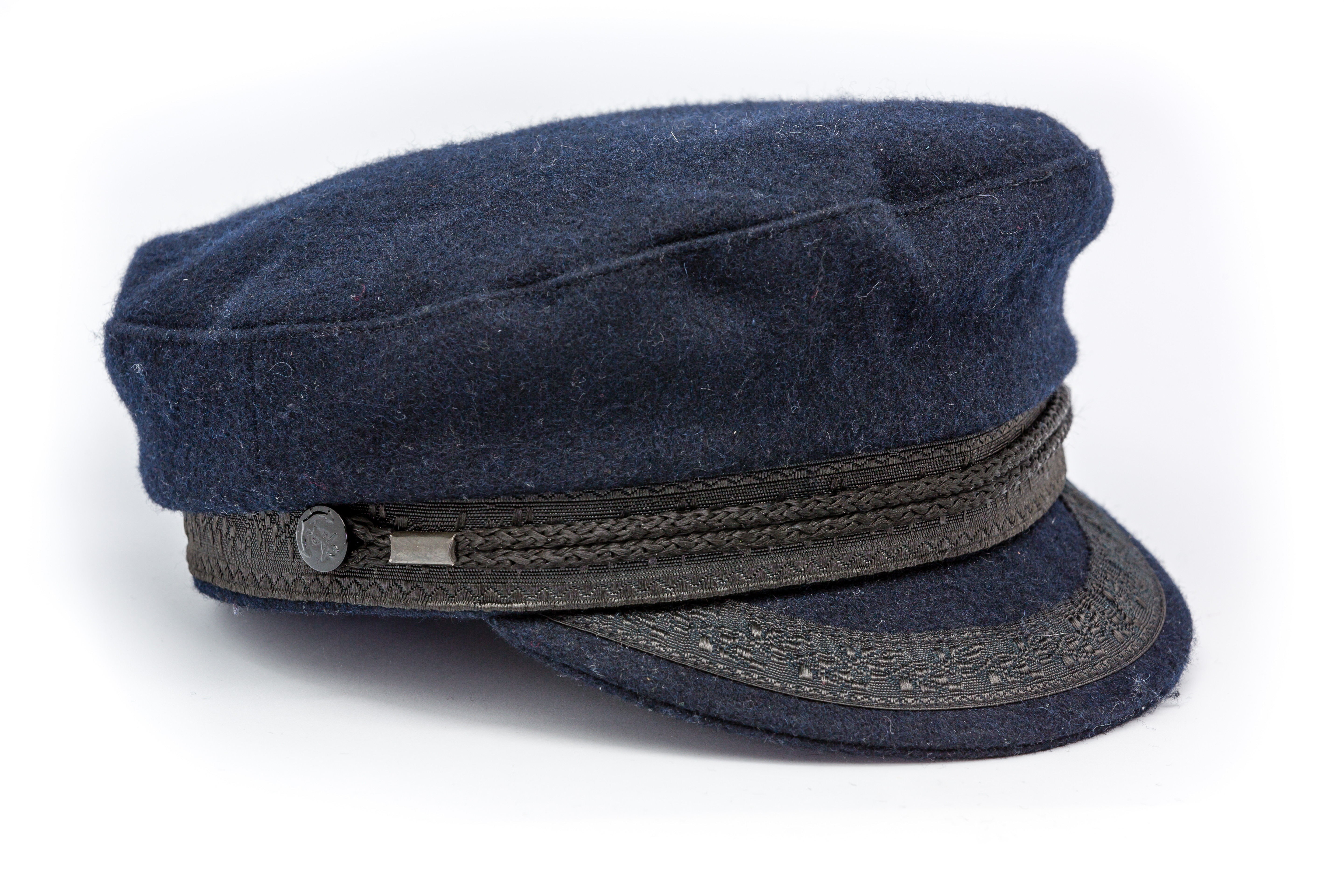
Une casquette de marin.

L'origine de la casquette remonte au début du XIXe siècle, habituellement portée par les hommes de la classe ouvrière, surtout dans le nord de l'Europe. Vers la même époque, dans les dernières années des Guerres napoléoniennes, elle  commence à apparaître dans les rangs des officiers supérieurs des armées russes et prussiennes, et est appréciée en raison de son confort et de sa légèreté, par rapport aux bicornes et autres shakos. Au cours de la période Biedermeier (1815-1848), la casquette est devenue la coiffe quasi universelle des civils allemands et autrichiens de toutes les classes sociales, et est aussi populaire pendant tout le XIXe siècle parmi les milieux ouvriers du nord de l'Europe. Cependant, en Grande-Bretagne, vers la fin du siècle, on préfère une casquette sans visière comme l’ascot cap. L'United States Army adopte la casquette à visière pendant la Guerre américano-mexicaine (1846-1848); le shako étant tout simplement inadapté au climat chaud du Mexique. En 1856, ce sont les sous-officiers de la Royal Navy qui l'adoptent. En 1902, c'est au tour de la British Army dont les hommes portent une casquette à visière kaki pour la tenue de combat et sous des formes plus colorées pour la tenue d'apparat ou de sortie. Dans l'United States Army c'est une version bleu foncé qui est portée avec l'uniforme de sortie, entre 1902 et 1917.
Au cours du XXe siècle, à l'exception notable de la France, la casquette devient la coiffe des armées de terre, marines et forces aériennes de la plupart des pays, en particulier pour les officiers. Elle devient également populaire au sein des forces de police, remplaçant les lourds et encombrants casques et képis.

## Autres types de casquettes

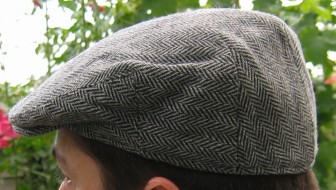
Casquette plate.

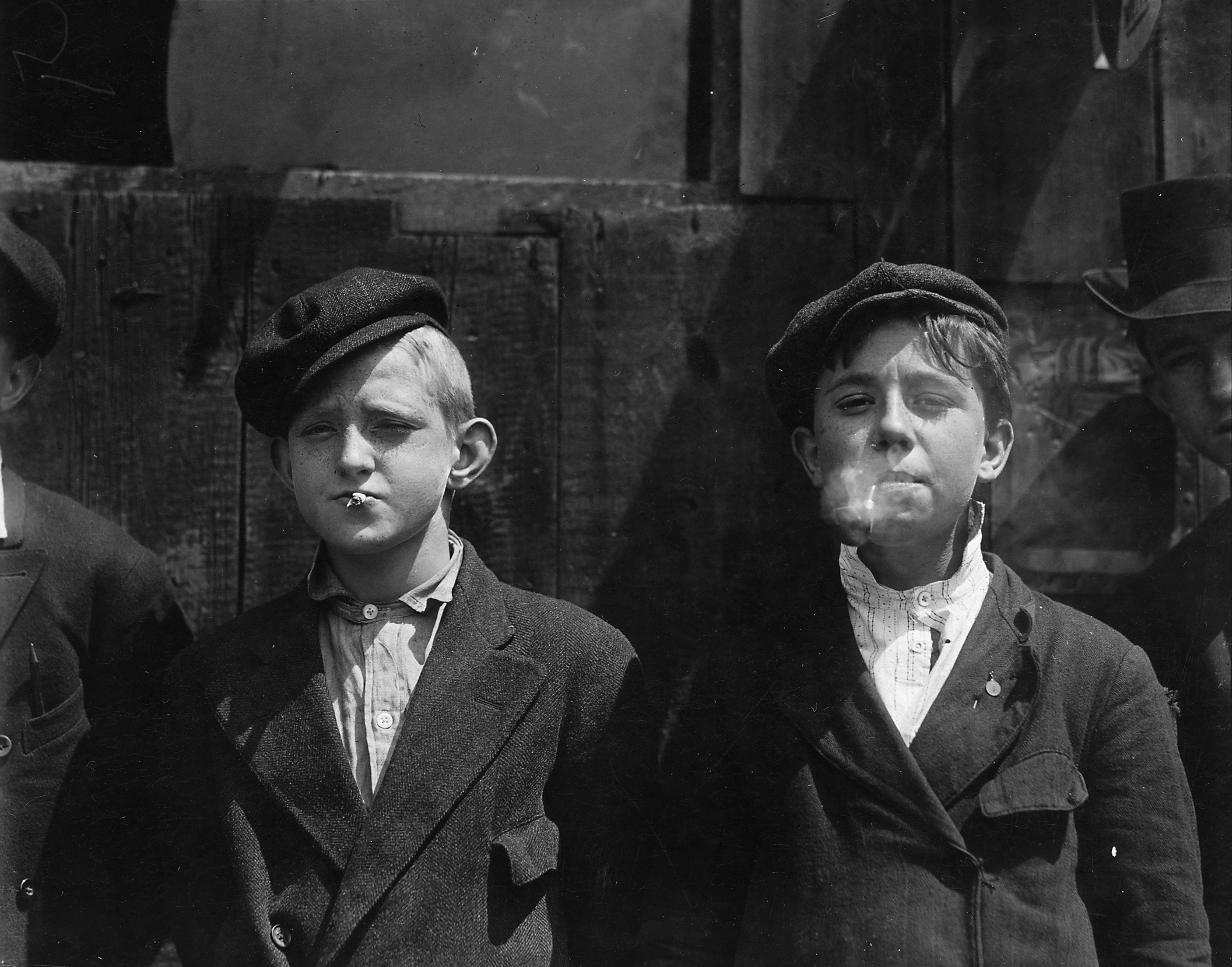
Newsboy cap.

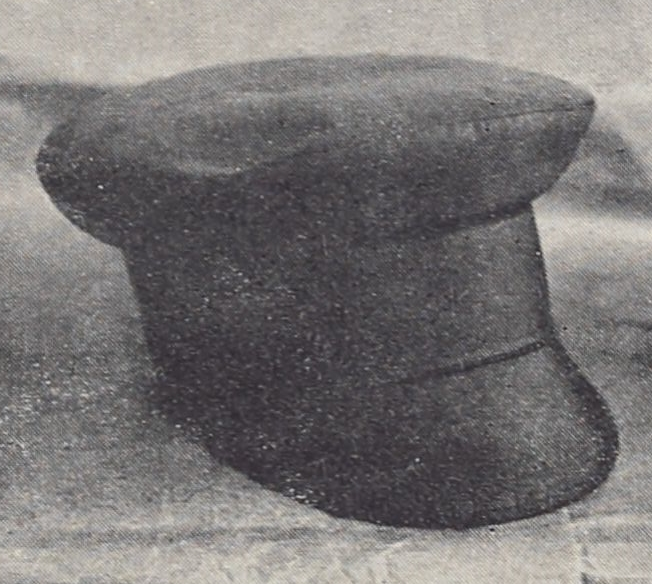
Casquette à trois ponts.

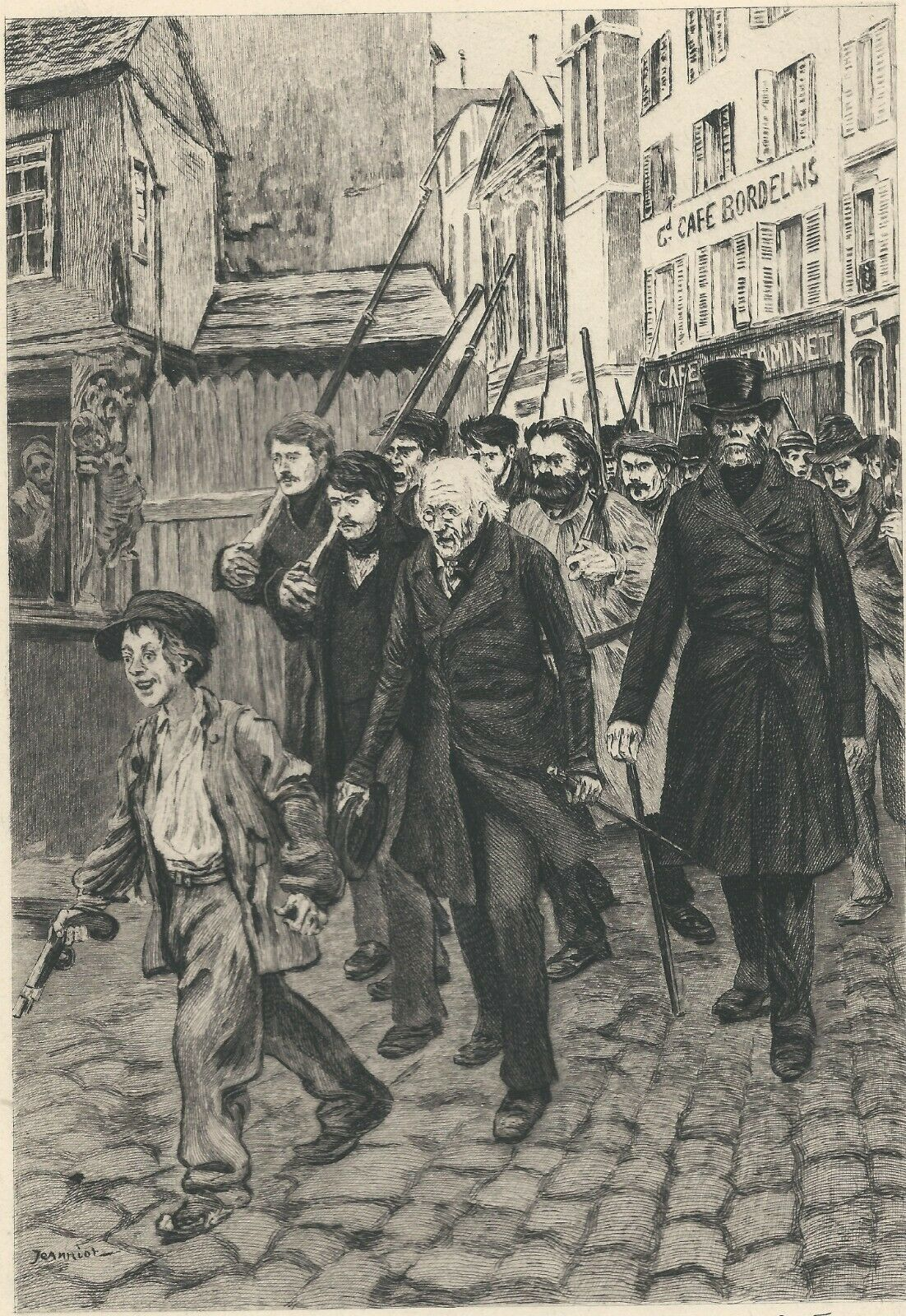
Gavroche et sa casquette en tête des insurgés.

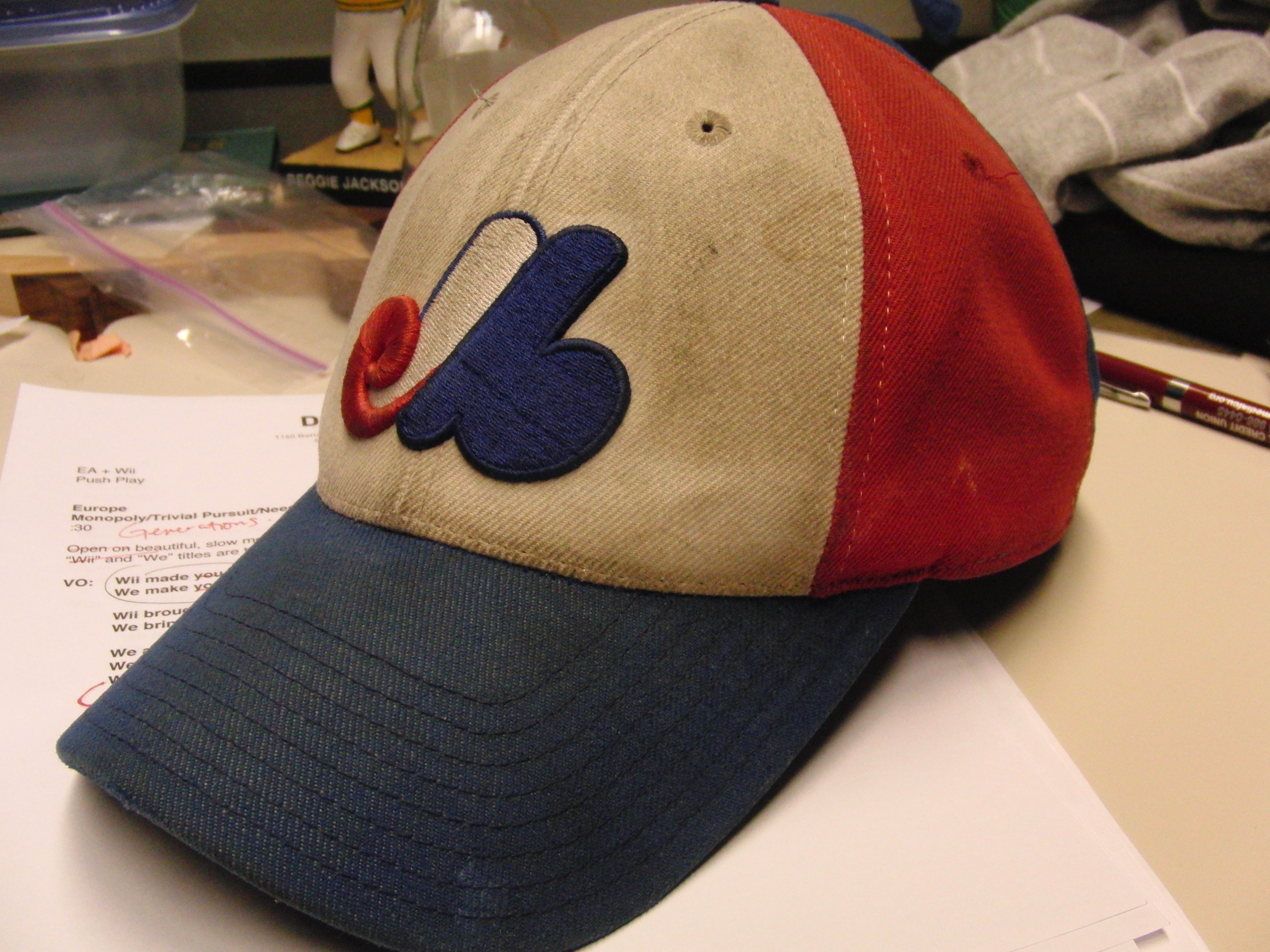
Casquette de base-ball.

De multiples sortes de casquettes existent, dont :
- La casquette plate (en) (ou casquette anglaise) lorsque la visière est petite, presque non-apparente et cousue. Les Anglais l'appellent aussi newsboy cap (en), car elle fut longtemps le couvre-chef des jeunes garçons assurant la livraison des journaux, les Américains golf cap pour son usage répandu sur les greens et les Néo-Zélandaist cheese cutter cap pour son utilisation, dans ce pays, par les marchands de fromage locaux. En France, le terme est souvent, simplement, casquette plate mais c'est aussi, avec une visière plus importante, la casquette de gavroche[5]. La casquette plate en tissu à bouton central s'impose dans les années 1930. C'est le couvre-chef des ouvriers français du Front populaire, à une époque où les hommes du peuple adoptent volontiers les vêtements de sport des bourgeois[6]. En Turquie, Mustafa Kemal Atatürk durant les mêmes années, interdit le port du fez et du turban et persuade ses compatriotes de les remplacer par la casquette ou le chapeau à l'occidentale[7].
- La casquette à trois ponts, ou simplement « à pont » : casquette de soie noire, haute à très haute, à calotte bouffante et visière rabattue sur le front, à la mode chez les souteneurs parisiens des débuts de la Belle Époque.
- La casquette de baseball (en) ou casquette américaine à longue visière.
- La casquette cubaine sorte de casquette américaine mais dont le tour de la calotte est carrée et non arrondie.
- La casquette irlandaise casquette 6 côtes en gros tweed souple et à large plateau tombant sur les côtés.
- La casquette marseillaise : casquette à 8 tranches (8 côtes) à large plateau avec un petit bouton en son centre. Se porte très droite (non tombante sur les bords). Autrefois les marseillais glissaient un jonc à l'intérieur pour tirer le tissu et ainsi la maintenir bien droite comme une tarte !
- La casquette du père Bugeaud : visible au musée des armées, la visière se prolonge symétriquement sur l’arrière du calot. Elle est à l’origine d’une célèbre marche des zouaves : as-tu vu la casquette, la casquette ; as-tu vu la casquette, la casquette au père Bugeaud ?

## Coiffure des sportifs
La joueuse de tennis Alice Marble remporte le grand chelem en 1930 coiffée d'une casquette.

### Baseball
La casquette de baseball dite pillbox style, a un haut plat et une visière courte. Dès 1900, la casquette dite Brooklyn style, c'est-à-dire en huit parties, s'impose. La visière resta courte jusqu'aux années 1930.
Aujourd'hui, les casquettes baseball possèdent une couronne arrondie et une visière rigide. Souvent ornée de manière à identifier une équipe, elle devient un objet quotidien dans les années 1920 aux États-Unis. Couvre-chef universel, unificateur au-delà des origines sociales, elle est aussi un des symboles de l'influence de la culture populaire nord-américaine dans le monde entier. 

### Camionneur
La style de la casquette de camionneur, plus connue sous le nom de trucker hat, est similaire à celui de la casquette de baseball, avec une visière légèrement courbée et rigide à l'avant, une calotte constituée de six pores presque triangulaires et un bouton sur le dessus. Au lieu d'être fabriquée en coton comme une casquette de baseball classique, la partie avant de la casquette de camionneur, au-dessus de la visière, est en mousse et le reste est en filet plastique pour une meilleure respirabilité. L'avant de la casquette en mousse se tient droit et rigide, ce qui rend la casquette trucker plus grande que la plupart des casquettes de baseball. Un bouton-pression ou une fermeture autoagrippante réglable en plastique se trouve à l'arrière pour garantir une taille unique. Ce design a été conçu pour rendre la casquette beaucoup plus fraîche au soleil ou par temps chaud, pour le confort de celui qui la porte.

### Cyclisme

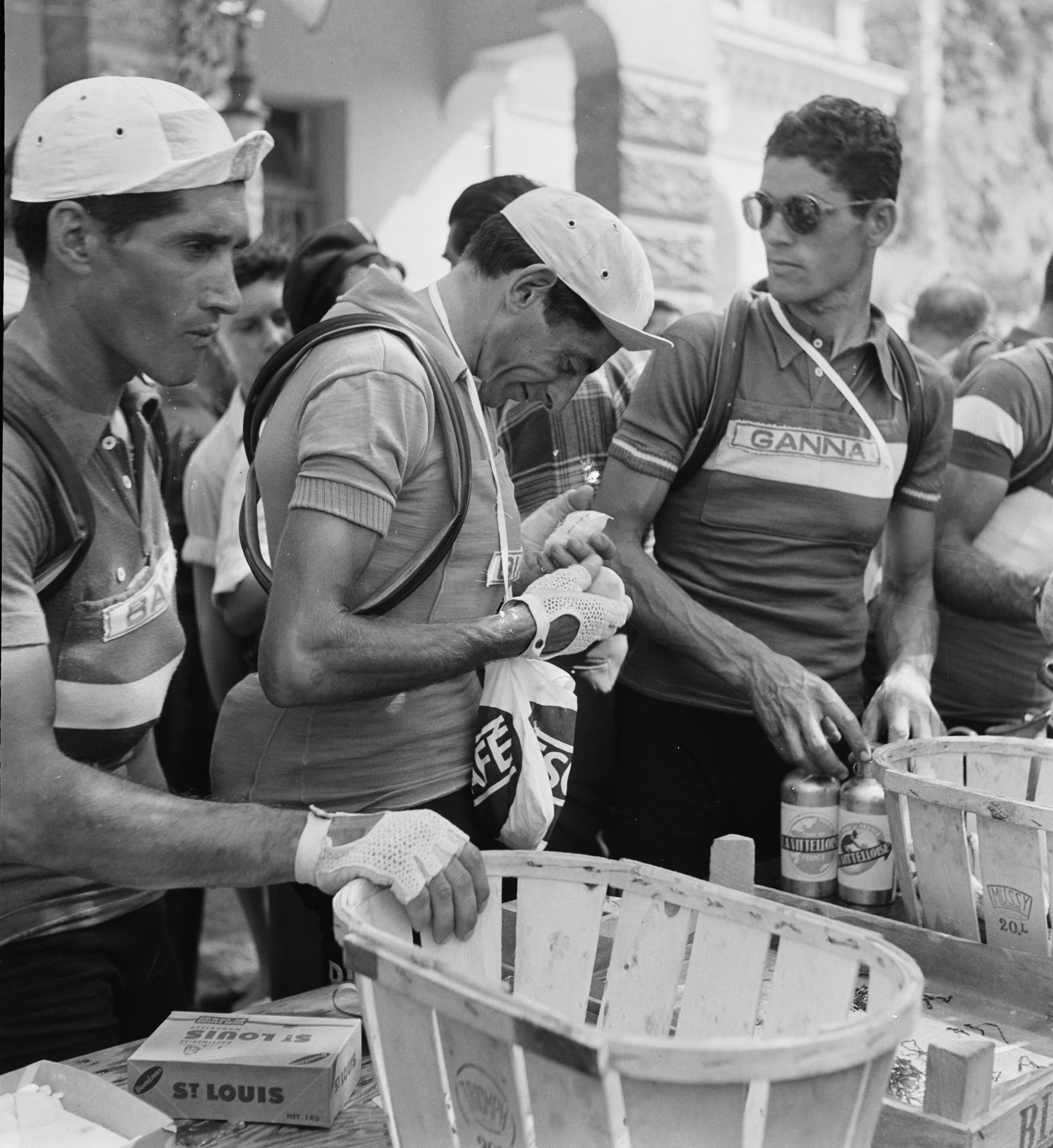
Le champion Fausto Coppi (au centre) avec sa casquette à l'endroit.

Les coureurs cyclistes la portaient souvent la visière tournée vers l'arrière, pour protéger la nuque du soleil, avant que le casque de cycliste ne devienne obligatoire.

### Football

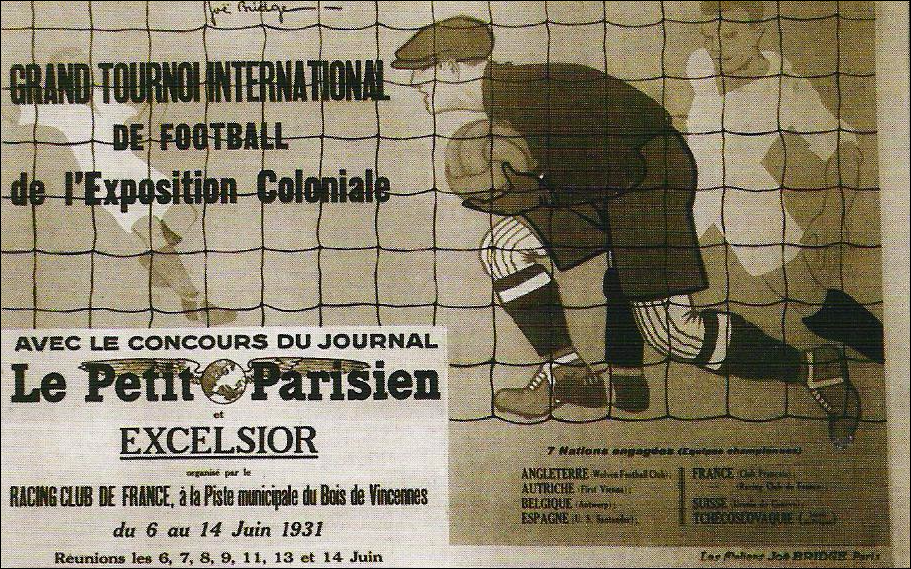
Un gardien de but avec sa casquette (illustration de 1931).

Autrefois les gardiens de but portaient une casquette. Le gardien de Southampton C. Jailin, ayant encaissé un but en 1927 contre Hull City, à la suite de la chute de sa casquette sur ses yeux à la dernière minute du match, l'expression but casquette pour un but stupide est entrée dans le vocabulaire.